# Ragnitz
Ragnitz è un comune austriaco di 1 461 abitanti nel distretto di Leibnitz, in Stiria.